# Dawud-e Mahmud
Dawud-e Mahmud (ur. ? - zm. 1143/1144) – pretendent do tronu z rodu Seldżukidów.
Był synem Mahmuda (1118 - 1131), który wyznaczył go swoim następcą. Po śmierci ojca został obwołany sułtanem w Hamadanie przez wezyra Dargoziniego, zaś namiestnik Azerbejdżanu Ak Sunkur Ahmadili został jego atabegiem. Władza Dawuda została uznana w Iraku Perskim i Azerbejdżanie, jednak w Iraku sułtanem obwołał się jego wuj Masud (1135 - 1152), zaś w Farsie i Chuzestanie inny wuj, Seldżuk-szah, popierany przez miejscowego namiestnika Karadża. Powstały zamęt powiększył jeszcze senior rodu Seldżukidów, panujący w Chorasanie Ahmad Sandżar (1118 - 1157), który zdecydował się interweniować na korzyść swojego własnego pretendenta, innego wuja Dawuda Toghrila (1132 – 1134). 26 maja 1132 roku Sandżar pokonał Masuda i Seldżuk-szaha w pobliżu Hamadanu i ustanowił Toghrila sułtanem w tym mieście. W związku z rebelią Karachanidów Sandżar musiał jednak powrócić na wschód i w tej sytuacji Dawud wraz ze swoim atabegiem zaatakowali Toghrila, ponieśli jednak klęskę. Dawud uciekł do Bagdadu, gdzie przybył również Masud. Kalif Al-Mustarszid (1118 - 1135), który nie chciał silnej władzy żadnego z Seldżuków, w styczniu 1133 roku ogłosił chutbę z imionami Dawuda i Masuda, temu ostatniemu powierzając jednak opiekę nad swoim bratankiem. Pomiędzy Masudem a Dawudem szybko doszło do rozdźwięku. W listopadzie 1134 roku Toghril zmarł i Masudowi udało się zdobyć uznanie swojej władzy przez jego byłych wasali. W tej sytuacji kalif zwrócił się przeciwko zdobywającemu przewagę Masudowi, lecz został rozbity w dwóch bitwach w roku 1135, by następnie za cichym przyzwoleniem wuja Dawuda zostać zamordowanym przez nizarytów.
Nowy kalif Ar-Raszid (1135 - 1136) okazał się równie wrogi w stosunku do Masuda co jego ojciec i niemal natychmiast wypowiedział mu posłuszeństwo, co objawiło się m.in. wprowadzeniem w listopadzie 1135 roku do chutby Dawuda jako prawowitego sułtana Iraku. Dawud i nowy kalif zawarli formalne przymierze, zaś Ar-Raszid wezwał na pomoc przeciwko Masudowi seldżuckich dowódców i namiestników, wiedząc że część z nich żywi wrogie uczucia w stosunku do aktualnego sułtana. Na ten apel pozytywnie odpowiedziało wiele wpływowych osobistości, w tym m.in. namiestnik Mosulu i Aleppo Zengi (1128 - 1146) oraz Sadaka Ibn Dubajs (1135 - 1138) z arabskiego rodu Mazjadydów panującego w Al-Hilli. Autorytet Zengiego sprawił, że żołnierze Masuda zaczęli przechodzić na stronę kalifa już w trakcie otwartych walk pod Bagdadem. Koalicja skierowana przeciwko Masudowi okazała się jednak nietrwała. Dawud nie liczył się kompletnie z kalifem, który w tej sytuacji uczynił swoim powiernikiem Zengiego. W roku 1136 skłócony z Abbasydą Dawud jako pierwszy opuścił szeregi sprzymierzonych, udając się do Azerbejdżanu, zaś Zengi uciekł wraz z kalifem. Dawud został następnie rozbity przez dowódcę Masuda Kara Sunkura pod Maraghą. Ar-Raszid początkowo przebywał w Azerbejdżanie, przy czym pojednał się z Dawudem, zaś przyłączyli się do niego także namiestnik Farsu Mengü-Bars i Chuzestanu Boz-Aba. Nowi sprzymierzeńcy w roku 1136/1137 zaatakowali Hamadan, jednak zostali pokonani przez Masuda, przy czym Mengü-Bars zginął. Ar-Raszid ostatecznie podzielił los swojego ojca, w roku 1138 ginąc z rąk nizarytów.
Przez pozostałe sześć lat swojego życia Dawud sprawował władzę w Azerbejdżanie i faktycznie zrezygnował z walki o sułtanat. Pogodził się także z Masudem, który uznał go oficjalnie następcą tronu (wali ahd). W roku 1143/1144 został zamordowany przez nizarytów, podobno na zlecenie Zengiego, który miał się obawiać, iż Masud wyśle swojego bratanka by ten przejął jego ziemie.